# いらっしゃいませ、患者さま。
『いらっしゃいませ、患者さま。』（いらっしゃいませ、かんじゃさま。）は、2005年6月4日に公開された日本の映画作品。

## 概要
倒産寸前の近馬記念病院に、一人の銃創患者が運ばれてきた。患者は風俗業界のカリスマと異名をとる恩地という男。恩地は病院の劣悪な運営状態を見るに見かね、経営の立て直しを買って出る。

## 出演者
- 渡部篤郎：近馬仲喜（倒産寸前の近馬記念病院院長）
- 原沙知絵：長内和実（看護師）
- 大友康平：恩地明郎（風俗業界のカリスマ再建屋）
- 梨花：タクミ（看護師免許を持つ元ホステス）
- 原史奈：アイミ（看護師免許を持つ元ホステス）
- 田中千代：ナオ（看護師免許を持つ元ホステス）
- 渡辺えり子：尾上貴子
- 石橋蓮司：山形知恵蔵
- 板谷由夏：清水円
- 菅野みずき：工藤明美
- 佐藤康恵：村越由佳
- 松重豊：岡谷以蔵（医師）
- さとう珠緒：サユリ（ストリッパー）
- 村田充：木南慎太（医師）
- 藤岡弘：三島武雄（三島グループの会長）
- 石原良純：沼田孝司（厚生労働省監査官）
- 津田寛治：市原（救急隊員）
- 池内博之：風間（医師）
- 篠原ともえ：青木（外来患者）
- 小日向文世：中島和夫（癌患者）
- 田山涼成：財前（会社社長）
- 吉田朝：財前の秘書
- 六平直政：長崎（入院患者）
- 飯田基祐：大谷（入院患者）
- 佐藤恒治：佐藤（入院患者）
- 武発史郎：小柴（外来患者）
- 大倉孝二：石松（チンピラ）
- 井之上隆志：ストリップ劇場の支配人
- 桜むつ子：石田の祖母
- 小池章之：タクミたちの同伴客
- やべけんじ：タクミたちの同伴客
- 島津健太郎：タクミたちの同伴客
- 永堀剛敏：泌尿器の外来患者
- おのまさし：薬局の職員
- 長岡尚彦：明美をチェンジする患者
- 松島亮太：薬待ちの患者
- 真下有紀：薬待ちの患者
- 東山麻美：若いカップルの女性患者
- 東俊樹：若いカップルの彼氏
- 顔田顔彦：外来患者
- 峯村淳二：外来患者
- 村松利史：住職
- 津田健次郎：救急隊員
- 谷川とむ：救急隊員
- 螢雪次朗：刑事

## スタッフ
- 監督：原隆仁
- 脚本：真崎慎、川崎いづみ、山口正太
- 撮影：上野彰吾
- 音楽：大谷幸
- 編集：田中愼二
- 製作者：鈴木光、川城和実、奥田誠治
- 製作担当：森井輝
- プロデューサー：藤田義則、原田文宏、久保聡、水田伸生
- 製作：光和インターナショナル、バンダイビジュアル、日本テレビ放送網

## 恩地の経営手法
- 「ナース指名制」「同伴人間ドック」「ひざ枕点滴」「薬の特急券」「口移しバリウム」、ジャングルクルーズのお兄さんが行う「ジャングル検診」というサービスメニュー。
- 割引券を与えるなどを行い既存顧客へのサービス。
- 口コミなどを行い新規顧客を獲得する戦略。
- 医師や看護師達に徹底的に笑顔や会話等を教え人材面での強化。